# Hoya merrillii
Hoya merrillii är en oleanderväxtart som beskrevs av Rudolf Schlechter. Hoya merrillii ingår i släktet Hoya och familjen oleanderväxter. Inga underarter finns listade i Catalogue of Life.